# Aulacolambrus
Aulacolambrus is een geslacht van kreeftachtigen uit de klasse van de Malacostraca (hogere kreeftachtigen).

## Soorten
- Aulacolambrus curvispinus (Miers, 1879)
- Aulacolambrus dentifrons (Ortmann, 1894)
- Aulacolambrus diacanthus (De Haan, 1837)
- Aulacolambrus granulosus (Miers, 1879)
- Aulacolambrus hoplonotus (Adams & White, 1849)
- Aulacolambrus hystricosus S. H. Tan & Ng, 2003
- Aulacolambrus longioculis (Miers, 1879)
- Aulacolambrus whitei (A. Milne-Edwards, 1872)